# Étienne Cornellier
Pour les articles homonymes, voir Cornellier.
Étienne Cornellier, né le 1er février 1837 à Marseille et mort dans le 9e arrondissement de Paris le 25 janvier 1902, est un décorateur et peintre français. 

## Biographie
Étienne Cornellier est élève de Victor Dupré. Il expose au Salon des artistes français de 1882 à 1898 où il obtient une mention honorable en 1887 et 1889. Comme peintre on lui doit des natures mortes, des marines et des paysages de ports, en particulier de villes du sud de la France comme Marseille ou Toulon. Il exerce aussi en Normandie, en Bretagne et à Fontainebleau. Il est aussi l'ami et le maître de Jean-Baptiste Olive.
Peintre décorateur, il participe aux chantiers du Sacré Cœur à Montmartre, au buffet de la Gare de Lyon, au cirque d'hiver ou encore au pavillon de Monaco lors de l'exposition universelle de 1900. Par ailleurs, on lui doit les décors de plusieurs pièces de théâtre dont ceux de la première de Cyrano de Bergerac d'Edmond Rostand en 1897.
Il est aussi l'auteur de quelques musiques telle La Bise, une polka-mazurka pour piano.
Le peintre Claude Firmin en fait le portrait au pastel en 1891, toile qu'il lui dédicace. 